# Eudes Poilechien
 (juin 2025).
Eudes Poilechien, mort après 1286, est un noble, originaire du royaume de France, qui a été sénéchal puis bailli du royaume de Jérusalem. Il est un neveu du pape Martin IV.

## Biographie
Eudes Poilechien arriva à Saint-Jean-d'Acre en 1277 dans la suite du bailli Roger de Saint-Severin et, en tant que son sénéchal, prit le commandement du régiment français qui soutenait la revendication de Charles Ier d'Anjou sur la couronne de Jérusalem. Cela laissa le roi angevin isolé des deux baronnies restantes de Jérusalem, Tyr et Beyrouth, qui reconnaissaient le roi de Chypre comme le roi légitime de Jérusalem. La domination angevine n'était soutenue que par les Templiers et les Vénitiens. À la fin de 1277, il épousa Lucie de Chenechy, veuve du baron Balian d'Ibelin, seigneur d'Arsouf.
Après le déclenchement des Vêpres siciliennes, Roger de Saint-Severin fut renvoyé en Sicile à la fin de 1282 et Eudes prit en main la charge de bailli régnant à Saint-Jean-d'Acre. En 1283, il reçut une offre du sultan Qalawun afin de prolonger la trêve de 1273 pour dix années supplémentaires. Bien qu'il l'ait accepté, il a fait ratifier ce traité par la commune d'Acre et les Templiers. Le traité confirmait aux chrétiens la possession du territoire allant de l'Échelle de Tyr au mont Carmel, y compris les forteresses templières de Château Pèlerin et de Sidon, ainsi que le libre accès des pèlerins chrétiens à Nazareth. Tyr et Beyrouth furent exclues du traité, mais leurs dirigeants conclurent des accords séparés avec le sultan.
L'année suivante, le roi Hugues III de Chypre entreprit de reconquérir Acre, mais ne reçut pas un soutien suffisant de ses vassaux chypriotes et mourut à Tyr en mars 1284. En janvier 1285, Charles Ier d'Anjou mourut et son fils Charles II lui succéda comme roi de Sicile-Naples et de Jérusalem. Cependant, l'effondrement du pouvoir angevin en Italie atteignit également Acre. Le 4 juin 1286, le roi Henri II de Chypre débarqua sans encombre devant la ville, et après que l'Ordre des Templiers eut également fait défection, Eudes dû se retrancher avec le régiment français dans le château de la ville. Avant le début de la bataille, Eudes fut persuadé par les Grands Maîtres des trois ordres de chevalerie de se rendre et de se retirer en Italie. Cela mit fin au règne des Anjou en Terre sainte.